# Zair (seria zdjęć)
Zair – seria zdjęć wykonanych przez Krzysztofa Millera w kwietniu 1997 roku.
Zdjęcia przedstawiają uchodźców z Rwandy, którzy uciekli z kraju ogarniętego wojną do sąsiedniego Zairu (obecnie Demokratyczna Republika Konga). Dzieci na zdjęciu to przedstawiciele ludu Hutu, który uciekli w obawie przed zemstą Tutsi.
W jednym ze zdjęć chłopcy znajdowali się pod ścianą i wypróżniali się do kartonu pochodzącego z pomocy humanitarnej od Unii Europejskiej. W innej fotografii z serii przedstawiono dwoje wygłodniałych dzieci – jedno siedzące na kartonie, drugie z wydętym brzuchem opierającym się o framugę.
Krzysztof Miller po wykonaniu serii zdjęć miał przez pewien czas problemy psychiczne oraz problemy ze snem. Sam przyznał, że nie pomógł dzieciom podczas robienia zdjęć, ale dzięki ich publikacji przyczynił się do uratowania pozostałych uchodźców.

## Prezentacja zdjęć i reakcje
W maju 1997 roku odbyła się prezentacja zdjęć w warszawskiej Galerii Cyfrowej Marzeny i Juliusza Donajskich. Francuski „Le Monde” wykorzystał zdjęcia apelując o pomoc dla umierających dzieci oraz oskarżając organizacje charytatywne o nieudolność i korupcję. Wkrótce po opublikowaniu zdjęć wybudowano linie kolejowe oraz wywożono z dżungli uchodźców, którym następnie udzielono pomocy.

## Nagrody
Zdjęcie z trzema chłopcami zostało nagrodzone przez Konkurs Polskiej Fotografii Prasowej ’98 w kategorii „Ludzie”.